# Arto Härkönen
Arto Kalevi Härkönen (* 31. Januar 1959 in Helsinki) ist ein ehemaliger finnischer Speerwerfer.
Bei den Olympischen Spielen 1984 in Los Angeles fehlten infolge des Olympiaboykotts, die Werfer aus der Sowjetunion und der DDR. Die DDR hatte bei den Europameisterschaften 1982 mit Uwe Hohn und bei den Weltmeisterschaften  1983 mit Detlef Michel die Sieger gestellt.
Wegen des Boykotts war nun der Weg frei für Arto Härkönen. Der Europameisterschaftsfünfte von 1982 wurde mit 86,76 m Olympiasieger vor dem Briten David Ottley und Kenth Eldebrink aus Schweden.

## Weblink
- Arto Härkönen in der Datenbank von Olympedia.org (englisch)

| Personendaten    | Personendaten                              |
| ---------------- | ------------------------------------------ |
| NAME             | Härkönen, Arto                             |
| ALTERNATIVNAMEN  | Härkönen, Arto Kalevi (vollständiger Name) |
| KURZBESCHREIBUNG | finnischer Speerwerfer und Olympiasieger   |
| GEBURTSDATUM     | 31. Januar 1959                            |
| GEBURTSORT       | Helsinki                                   |